# Brazilski tinamu
Brazilski tinamu (lat. Crypturellus strigulosus) je vrsta ptice iz roda Crypturellus iz reda tinamuovki. Živi u nizinskim vlažnim šumama suptropskih i tropskih regija amazonijske Južne Amerike. 
Dug je oko 28 centimetara. Gornji dijelovi su mu crvenkasto-smeđe boje. Grlo je riđo, prsa su siva. Trbuh je bjelkast, a noge su smeđe. Ženka je tamnija od mužjaka.
Hrani se plodovima s tla ili niskih grmova. Također se hrani i malom količinom manjih beskralježnjaka i biljnih dijelova. Mužjak inkubira jaja koja mogu biti od čak četiri različite ženke. Inkubacija obično traje 2-3 tjedna.